# 久々湊盈子
久々湊 盈子（くくみなと えいこ、1945年2月10日 -  ）は、日本の歌人。歌誌「合歓」編集発行人。千葉県歌人クラブ会長。

## 経歴
上海租界旋高塔路四達里生まれ。1946年、両親の出身地・長崎に引き揚げる。10代より短歌に親しみ、1962年、「心の花」に入会。10年ほどのブランクを経て作歌を再開、1976年、加藤克巳に師事、「個性」に入会（2004年終刊）、翌1977年、個性新人賞受賞。1992年、「合歓」を創刊。2001年、歌集『あらばしり』にて第11回河野愛子賞を受賞。2020年、『麻裳よし』で第47回日本歌人クラブ賞を受賞。日本歌人クラブ中央幹事などを歴任。
俳人の湊楊一郎は義父（夫の父）。同じく俳人の長澤奏子は姉。

## 著書・作品

### 歌集
- 『熱く神話を』　砂子屋書房、1982年

同文庫版 現代短歌社、2013年
- 『黒鍵』　砂子屋書房、1986年
- 『家族』　砂子屋書房、1990年
- 『射干』　砂子屋書房、1996年
- 『あらばしり』　砂子屋書房、2000年
- 『紅雨』　砂子屋書房、2004年
- 『鬼龍子』　角川書店〈角川短歌叢書〉、2007年
- 『風羅集』　砂子屋書房、2012年
- 『世界黄昏』　砂子屋書房、2017年
- 『麻裳よし』　短歌研究社、2019年
- 『非在の星』　典々堂、2023年

### 選集
- 『現代短歌文庫 久々湊盈子集』　砂子屋書房、1999年
- 『現代短歌文庫 続久々湊盈子集』　砂子屋書房、2011年

### 評論など
- 『安永蕗子の歌-現代歌人の世界5』　雁書館、1993年
- 『加藤克巳作品研究』（共著）　風心社、2003年
- 『山川登美子の世界-夭折の歌人』（共著）　安田純生監修、青磁社、2007年
- 『歌の架橋 インタビュー集』　砂子屋書房、2009年
- 『歌の架橋 インタビュー集Ⅱ』　砂子屋書房、2015年
- 『加藤克巳の百首』　ふらんす堂、2024年

### 作詞
- 岩槻市立上里小学校（現さいたま市立上里小学校）校歌[2]

作詞：久々湊盈子、補作：内田茂、作曲：中田喜直。1978年3月20日、同校にて校歌制定式典が開かれた。

## 関連文献
- 山下雅人　『久々湊盈子の風景-百首観賞』　砂子屋書房、2006年。ISBN 978-4790408864。